# Super Rugby 2018
Die Saison 2018 war die achte Ausgabe von Super Rugby, einem Rugby-Union-Wettbewerb, an welchem seit dieser Saison noch 15 Franchise-Mannschaften aus Australien, Neuseeland und Südafrika, sowie Argentinien und Japan teilnahmen. Die Saison startete am 17. Februar 2018 und endete mit dem Finale am 3. August 2018. Es wurden 120 Spiele während der Regular Season und 7 Spiele in den Finals Series ausgetragen. Die 15 Teams waren in drei Conferences mit jeweils 5 Teams eingeteilt. Meister wurde die neuseeländische Mannschaft Crusaders.

## Modus
Jedes Mannschaft absolviert in der regulären Saison 16 Spiele nach folgendem System:
- Innerhalb der eigenen Conference: Jeweils ein Heim- und ein Auswärtsspiel gegen die anderen vier Mannschaften
- Übrige Spiele: Je 4 Heim- oder Auswärtsspiele gegen Teams aus den beiden anderen Conferences

Die drei bestplatzierten Teams der drei Conferences, sowie die fünf nächstklassierten Teams (Wildcard), basierend auf den erzielten Punkten (Gesamttabelle), ziehen in die Playoffs ein. Die Einteilung erfolgt wie folgt:
- Ränge 1–3: Conference-Sieger, sortiert anhand ihrer Punktzahlen aus der regulären Saison
- Rang 4: Bestes Wildcard-Team, basierend auf der Anzahl der Punkte aus der regulären Saison. Bei Punktegleichstand Ende der Saison gelten folgende Kriterien in der angegebenen Reihenfolge: 1. Anzahl der Siege, 2. Differenz der Spielpunkte, 3. Anzahl der Versuche, 4. Differenz der Versuche, 5. Münzwurf.
- Ränge 5–8: Wildcard-Teams, sortiert anhand der Anzahl der Punkte aus der regulären Saison. Bei Punktegleichstand Ende der Saison gelten folgende Kriterien in der angegebenen Reihenfolge: 1. Anzahl der Siege, 2. Differenz der Spielpunkte, 3. Anzahl der Versuche, 4. Differenz der Versuche, 5. Münzwurf.

| Viertelfinale 1: 1 gg. 8 | Viertelfinale 2: 4 gg. 5 | Viertelfinale 3: 2 gg. 7 | Viertelfinale 4: 3 gg. 6 |
| Halbfinale 1             | Halbfinale 1             | Halbfinale 2             | Halbfinale 2             |
| Finale                   |                          |                          |                          |

## Ergebnisse

### Australische Conference
|     | Team      | Spiele | Siege | Unent. | Ndlg. | Spiel- punkte | Diff. | Bonus- punkte | Tabellen- punkte |
| --- | --------- | ------ | ----- | ------ | ----- | ------------- | ----- | ------------- | ---------------- |
| 01. | Waratahs  | 16     | 9     | 1      | 6     | 557:445       | + 112 | 6             | 44               |
| 02. | Rebels    | 16     | 7     | 0      | 9     | 440:461       | − 21  | 8             | 36               |
| 03. | Brumbies  | 16     | 7     | 0      | 9     | 393:422       | − 29  | 6             | 34               |
| 04. | Reds      | 16     | 6     | 0      | 10    | 389:501       | − 112 | 4             | 28               |
| 05. | Sunwolves | 16     | 3     | 0      | 13    | 404:664       | − 260 | 2             | 14               |

### Neuseeländische Conference
|     | Team        | Spiele | Siege | Unent. | Ndlg. | Spiel- punkte | Diff. | Bonus- punkte | Tabellen- punkte |
| --- | ----------- | ------ | ----- | ------ | ----- | ------------- | ----- | ------------- | ---------------- |
| 01. | Crusaders   | 16     | 14    | 0      | 2     | 542:295       | + 247 | 7             | 63               |
| 02. | Hurricanes  | 16     | 11    | 0      | 5     | 474:343       | + 131 | 7             | 51               |
| 03. | Chiefs      | 16     | 11    | 0      | 5     | 463:368       | + 95  | 5             | 49               |
| 04. | Highlanders | 16     | 10    | 0      | 6     | 437:445       | − 8   | 4             | 44               |
| 05. | Blues       | 16     | 4     | 0      | 12    | 378:509       | − 131 | 6             | 22               |

### Südafrikanische Conference
|     | Team     | Spiele | Siege | Unent. | Ndlg. | Spiel- punkte | Diff. | Bonus- punkte | Tabellen- punkte |
| --- | -------- | ------ | ----- | ------ | ----- | ------------- | ----- | ------------- | ---------------- |
| 01. | Lions    | 16     | 9     | 0      | 7     | 519:435       | + 84  | 10            | 46               |
| 02. | Jaguares | 16     | 9     | 0      | 7     | 409:418       | − 9   | 2             | 38               |
| 03. | Sharks   | 16     | 7     | 1      | 8     | 437:442       | − 5   | 6             | 36               |
| 04. | Stormers | 16     | 6     | 0      | 10    | 390:423       | − 33  | 5             | 29               |
| 05. | Bulls    | 16     | 6     | 0      | 10    | 441:502       | − 61  | 5             | 29               |

Die Punkte werden wie folgt verteilt:
- 4 Punkte bei einem Sieg
- 2 Punkte bei einem Unentschieden
- 0 Punkte bei einer Niederlage (vor möglichen Bonuspunkten)
- 1 Bonuspunkt für mindestens drei Versuche mehr als der Gegner
- 1 Bonuspunkt bei einer Niederlage mit maximal sieben Punkten Unterschied

## Finalrunde

### Viertelfinale
| 20. Juli 2018 19:35 NZT | Hurricanes | 32 : 31         | Chiefs | Westpac Stadium, Wellington Schiedsrichter: Glen Jackson (Neuseeland) |
| 20. Juli 2018 19:35 NZT | Versuche: Savea 1. erh. Perenara 33. erh., 62. n.erh. Lam 69. erh. Erhöhungen: B. Barrett (2/3), J. Barrett (1/1) Straftritte: B. Barrett (2) | (17:10) Bericht | Versuche: Weber 7. erh. Lienert-Brown 51. erh. McKenzie 79. erh. Boshier 80. erh. Erhöhungen: McKenzie (3/3), Ngatai (1/1) Straftritte: McKenzie (1) | Westpac Stadium, Wellington Schiedsrichter: Glen Jackson (Neuseeland) |

| 21. Juli 2018 19:35 NZT | Crusaders | 40 : 10        | Sharks                                                                                | Rugby League Park, Christchurch Schiedsrichter: Mike Fraser (Neuseeland) |
| 21. Juli 2018 19:35 NZT | Versuche: Hall 9. n.erh. Havili 12. n.erh. Todd 42. erh. Ennor 67. erh. Samu 72. erh. Erhöhungen: Moʻunga (3/5) Straftritte: Moʻunga (3) | (16:7) Bericht | Versuche: van Wyk 26. erh. Erhöhungen: R. du Preez (1/1) Straftritte: R. du Preez (1) | Rugby League Park, Christchurch Schiedsrichter: Mike Fraser (Neuseeland) |

| 21. Juli 2018 20:05 AEST | Waratahs                                                                                         | 30 : 23        | Highlanders                                                                                    | Allianz Stadium, Sydney Schiedsrichter: Angus Gardner (Australien) |
| 21. Juli 2018 20:05 AEST | Versuche: Foley 54. erh., 61. erh. Folau 56. erh. Erhöhungen: Foley (3/3) Straftritte: Foley (3) | (6:20) Bericht | Versuche: Naholo 11. erh. Thompson 25. erh. Erhöhungen: Sopoaga (2/2) Straftritte: Sopoaga (3) | Allianz Stadium, Sydney Schiedsrichter: Angus Gardner (Australien) |

| 21. Juli 2018 15:05 SAST | Lions | 40 : 23        | Jaguares                                                                                           | Ellis Park, Johannesburg Schiedsrichter: Jaco Peyper (Südafrika) |
| 21. Juli 2018 15:05 SAST | Versuche: Combrinck 8. erh. Vorster 15. erh. Marx 27. erh. A. Coetzee 57. erh. Erhöhungen: Jantjies (4/4) Straftritte: Jantjies (3) Dropgoals: Jantjies (1) | (24:9) Bericht | Versuche: Delguy 42. erh. Matera 48. erh. Erhöhungen: N. Sánchez (2/2) Straftritte: N. Sánchez (3) | Ellis Park, Johannesburg Schiedsrichter: Jaco Peyper (Südafrika) |

### Halbfinale
| 28. Juli 2018 19:35 NZT | Crusaders | 30 : 12        | Hurricanes                                                           | Rugby League Park, Christchurch Schiedsrichter: Jaco Peyper (Südafrika) |
| 28. Juli 2018 19:35 NZT | Versuche: Moʻunga 15. erh. Bridge 28. n. erh. Havili 44. erh. Ennor 69. n.erh. Erhöhungen: Moʻunga (2/4) Straftritte: Moʻunga (2) | (18:7) Bericht | Versuche: Savea 19. erh. Lam 80. n.erh. Erhöhungen: B. Barrett (1/2) | Rugby League Park, Christchurch Schiedsrichter: Jaco Peyper (Südafrika) |

| 28. Juli 2018 15:05 SAST | Lions | 44 : 26         | Waratahs                                                                                             | Ellis Park, Johannesburg Schiedsrichter: Glen Jackson (Neuseeland) |
| 28. Juli 2018 15:05 SAST | Versuche: K. Smith 21. n.erh., 63. erh. Dyantyi 26. erh. Marx 35. erh., 58. n. erh. Skosan 79. erh. Erhöhungen: Jantjies (4/6) Straftritte: Jantjies (2) | (19:19) Bericht | Versuche: Hanigan 4. erh. Folau 8. erh. Robertson 39. n.erh. Gordon 76. erh. Erhöhungen: Foley (3/4) | Ellis Park, Johannesburg Schiedsrichter: Glen Jackson (Neuseeland) |

### Finale
| 4. August 2018 19:35 NZT | Crusaders | 37 : 18        | Lions                                                                                         | AMI Stadium, Christchurch Schiedsrichter: Angus Gardner (Australien) |
| 4. August 2018 19:35 NZT | Versuche: Tamanivalu 19. erh. Havili 34. erh. Drummond62. erh. S. Barrett 70. erh. Erhöhungen: Moʻunga (4/4) Straftritte: Moʻunga (3) | (20:3) Bericht | Versuche: Brink 53. erh. Marx 68. n.erh. Erhöhungen: Jantjies (1/2) Straftritte: Jantjies (2) | AMI Stadium, Christchurch Schiedsrichter: Angus Gardner (Australien) |

| 15                 | David Havili          |     |
| 14                 | Seta Tamanivalu       |     |
| 13                 | Jack Goodhue          |     |
| 12                 | Ryan Crotty           |     |
| 11                 | George Bridge         | 77. |
| 10                 | Richie Moʻunga        | 77. |
| 09                 | Bryn Hall             | 54. |
| 08                 | Kieran Read           |     |
| 07                 | Matt Todd             |     |
| 06                 | Heiden Bedwell-Curtis | 56. |
| 05                 | Sam Whitelock         |     |
| 04                 | Scott Barrett         | 72. |
| 03                 | Owen Franks           | 60. |
| 02                 | Codie Taylor          | 69. |
| 01                 | Joe Moody             | 47. |
| Auswechselspieler: |                       |     |
| 16                 | Andrew Makalio        | 69. |
| 17                 | Tim Perry             | 47. |
| 18                 | Michael Alaʻalatoa    | 60. |
| 19                 | Luke Romano           | 72. |
| 20                 | Pete Samu             | 56. |
| 21                 | Mitchell Drummond     | 62. |
| 22                 | Mitchell Hunt         | 77. |
| 23                 | Braydon Ennor         | 77. |
| Trainer:           |                       |     |
| Scott Robertson    |                       |     |

| 15                 | Andries Coetzee    |     |
| 14                 | Ruan Combrinck     |     |
| 13                 | Lionel Mapoe       |     |
| 12                 | Harold Vorster     | 76. |
| 11                 | Courtnall Skosan   | 54. |
| 10                 | Elton Jantjies     |     |
| 09                 | Ross Cronjé        | 69. |
| 08                 | Warren Whiteley    |     |
| 07                 | Cyle Brink         | 63. |
| 06                 | Kwagga Smith       |     |
| 05                 | Franco Mostert     |     |
| 04                 | Marvin Orie        | 54. |
| 03                 | Ruan Dreyer        | 69. |
| 02                 | Malcolm Marx       | 76. |
| 01                 | Jacques van Rooyen | 47. |
| Auswechselspieler: |                    |     |
| 16                 | Corné Fourie       | 76. |
| 17                 | Dylan Smith        | 47. |
| 18                 | Johannes Jonker    | 69. |
| 19                 | Lourens Erasmus    | 54. |
| 20                 | Marnus Schoeman    | 63. |
| 21                 | Dillon Smit        | 69. |
| 22                 | Aphiwe Dyantyi     | 54. |
| 23                 | Howard Mnisi       | 76. |
| Trainer:           |                    |     |
| Swys du Bruyn      |                    |     |

## Statistik

### Meiste erzielte Versuche
| Rang | Spieler            | Mannschaft | Versuche |
| ---- | ------------------ | ---------- | -------- |
| 1.   | Ben Lam            | Hurricanes | 16       |
| 2.   | George Bridge      | Crusaders  | 15       |
| 2.   | Taqele Naiyaravoro | Waratahs   | 15       |
| 4.   | Malcolm Marx       | Lions      | 12       |
| 5.   | Israel Folau       | Waratahs   | 11       |

### Meiste erzielte Punkte
| Rang | Spieler         | Mannschaft | Punkte |
| ---- | --------------- | ---------- | ------ |
| 1.   | Bernard Foley   | Waratahs   | 223    |
| 2.   | Robert du Preez | Sharks     | 215    |
| 3.   | Damian McKenzie | Chiefs     | 177    |
| 4.   | Elton Jantjies  | Lions      | 173    |
| 5.   | Nicolás Sánchez | Jaguares   | 161    |